# Fiat Type 5
La FIAT Tipo 5, également connue sous le nom 50-60 HP, était un véhicule automobile fabriqué par le constructeur italien FIAT de 1910 à 1916.
En 1910, FIAT renouvelle entièrement sa gamme de voitures particulières et inaugure une nouvelle dénomination : Tipo. C'est ainsi qu'apparaissent, en même temps les Tipo 1 - 2 - 3 - 4 - 5 et 6.
La Tipo 5 est une voiture de grand luxe appartenant au très haut de gamme et a pris la suite de la FIAT 50 HP.
Il est intéressant de savoir que ce sera la première voiture à bénéficier de vitrages cintrés pour le parebrise et la lunette arrière à partir de 1914 et qu'à partir de 1915, l'installation électrique sous 12V sera de série.